# Gregorio VII
Gregorio VII (en latín: Gregorius PP. VII), de nombre secular Hildebrando di Soana (Sovana, c. 1020-Salerno,  25 de mayo de 1085) fue el 157.º papa de la Iglesia católica y regente de los Estados Pontificios, entre 1073 y 1085. Es venerado como santo de la Iglesia católica.
Uno de los grandes papas reformadores, se le recuerda tal vez principalmente por el papel que desempeñó en la Querella de las investiduras, su disputa con el emperador Enrique IV para establecer la primacía de la autoridad papal, y la nueva ley canónica que gobernaba la elección del papa por parte del Colegio Cardenalicio. También estuvo al frente de desarrollos en la relaciones entre el emperador y el papado durante los años previos a su elección como papa. Fue el primer papa en introducir una política de celibato obligatorio para el clero, quienes hasta entonces estaban por lo general casados,y atacó también la práctica de la simonía.
Durante los conflictos de poder entre el papado y el Imperio, Gregorio excomulgó a Enrique IV tres veces, y Enrique nombró al antipapa Clemente III para oponérsele. Si bien Gregorio ha sido alabado como una de los más grandes pontífices romanos cuando sus reformas resultaron exitosas, durante su propio reinado fue criticado por algunos por su uso autocrático de los poderes papales.
En tiempos posteriores, Gregorio VII se convirtió en un ejemplar de supremacía papal, y su memoria fue invocada en términos positivos y negativos, reflejando la actitud de escritores posteriores hacia la Iglesia católica y el papado. El cardenal Beno de Santi Martino e Silvestro, quien se opuso a Gregorio durante la querella de las investiduras, lo acusó de nigromancia, crueldad, tiranía y blasfemia. Estas acusaciones fueron adoptadas ávidamente por opositores posteriores a la Iglesia católica, como el protestante inglés John Foxe.

## Biografía
Hildebrando nace en la Toscana, en el seno de una familia de modesta extracción social. Crece en el ámbito de la Iglesia romana al ser confiado a su tío, abad del monasterio de Santa María en el Aventino, donde hizo los votos monásticos.
En el año 1045 es nombrado secretario del papa Gregorio VI, cargo que ocuparía hasta 1046, en que acompañará a dicho papa a su destierro en Colonia tras ser depuesto en un concilio, celebrado en Sutri, acusado de simonía en su elección.
En 1046, al fallecer Gregorio VI, Hildebrando ingresa como monje en el monasterio de Cluny, donde adquirirá las ideas reformistas que regirán el resto de su vida y que le harán encabezar la conocida Reforma gregoriana.
Hildebrando no regresa a Roma, pero en el año 1049 es requerido por el papa León IX para actuar como legado pontificio, lo que le permitirá conocer los centros de poder de Europa. Además, León lo nombró abad de San Pablo Extramuros. Actuando como legado, se encontraba, en 1056, en la corte alemana, para informar de la elección como papa de Víctor II. Tras la muerte de Esteban IX en 1058 se eligió como sucesor al antipapa Benedicto X. Hildebrando se opuso a esta elección al considerar que se había realizado mediante simonía y logró reuniéndose con los cardenales disidentes en Siena que se eligiese papa a Nicolás II.
En 1059 el papa Nicolás II le nombra cardenal, archidiácono y administrador efectivo de los bienes de la Iglesia, cargo que le llevó a alcanzar tal poder que se llegó a decir que echaba de comer a “su Nicolás como a un asno en el establo”.
Fue enviado a Milán junto a Anselmo da Baggio (el futuro Alejandro II) para apoyar al diácono San Arialdo contra el arzobispo simoníaco Guido da Velate.

### Del «siglo oscuro» hacia la hierocracia
Hay que tener en cuenta el conflicto de poderes que se había vivido en el siglo X: dada la influencia que ejercían los obispos sobre la gente de sus diócesis, los reyes pretendían tenerlos como “aliados” (pero desde su punto de vista político). Tener la posibilidad de elegirlos, (entregarles el cargo, es decir, “investirlos”) prácticamente aseguraría su fidelidad. 
La Santa Sede fue cayendo en manos de las facciones de condes y príncipes, auténticos clanes nobiliarios. Con el tiempo quedó sometida al tiránico dominio de estas familias, que lograron la elección de pontífices afectos, que fueron, en su mayoría, individuos insignificantes o indignos y que hicieron descender el pontificado a los más bajos niveles que ha conocido en su historia. Así, el siglo X fue el Siglo de hierro o Siglo oscuro de la Iglesia. Durante siglo y medio, desfilaron cerca de cuarenta papas y antipapas, muchos de los cuales tuvieron pontificados efímeros o sufrieron una muerte violenta, sin dejar apenas memoria.
Pero ya en el siglo XI surgía la escolástica, corriente teológico-filosófica dominante que usaba la filosofía para entender la fe (Philosophia ancilla theologiae, es decir, la filosofía es sierva de la teología). La escolástica predominaría en las escuelas catedralicias y en los estudios generales que dieron lugar a las universidades medievales europeas hasta mediados del siglo XV.
El cesaropapismo, que había sido inaugurado por la práctica política de Carlomagno, tendrá que ceder definitivamente ante el peso de la hierocracia, que tiene en Gregorio VII a uno de los teóricos de las máximas formulaciones del poder universal de los sucesores de Pedro.

### Elección papal y elDictatus Papae

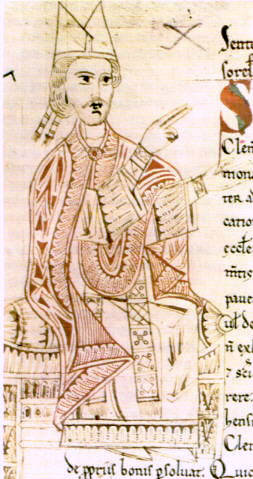
Ilustración de Gregorio VII, según un manuscrito de autor desconocido del

A comienzos del siglo XI, ante un papado impotente ante las facciones nobiliarias, se verificó un auténtico cesaropapismo con el emperador Enrique III (1039-1056), verdadero dispensador de cargos eclesiásticos.
Tras la muerte de Enrique III surge un movimiento tendiente a liberar al papado del sometimiento al Imperio. En todo el mundo cristiano comienza a reivindicarse la libertad de la Iglesia, principalmente para nombrar sus funcionarios. Se tratará de dignificar la vida moral de los clérigos, condenando la simonía, el nicolaísmo e imponiendo el celibato. Se pretenderá fortalecer la autoridad papal en contra de la voracidad de los príncipes imperiales.
Hildebrando fue elegido pontífice por aclamación popular el 22 de abril de 1073, lo que supuso una transgresión de la legalidad establecida en 1059 por el concilio romano, que había decretado que en la elección papal solo podía intervenir el colegio cardenalicio, nunca el pueblo romano. No obstante, obtuvo la consagración episcopal el 29 de junio de 1073 en la festividad de los apóstoles San Pedro y San Pablo.
En 1075, Gregorio VII publicó el Dictatus Papae, veintisiete axiomas, donde Gregorio VII expresa sus ideas sobre cuál ha de ser el papel del pontífice en su relación con los poderes temporales, especialmente con el emperador del Sacro Imperio Romano Germánico. Estas ideas pueden resumirse en tres puntos: 
1. El papa es señor absoluto de la Iglesia, estando por encima de los fieles, los clérigos y los obispos, pero también de las Iglesias locales, regionales y nacionales, y por encima también de los concilios.
2. El papa es señor supremo del mundo, todos le deben sometimiento, incluidos los príncipes, los reyes y el propio emperador.
3. La Iglesia romana no erró ni errará jamás.

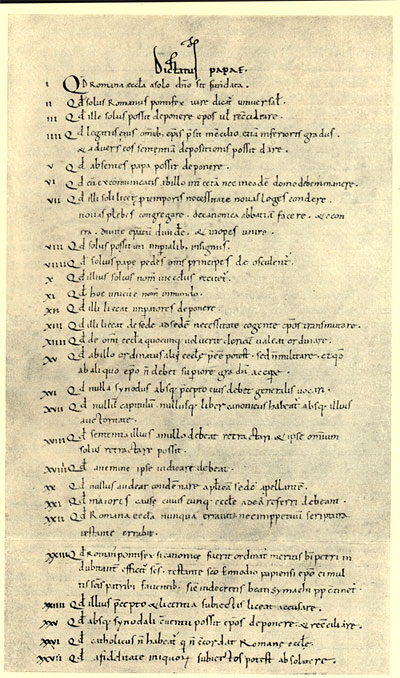
Dictatus papae (Archivo Vaticano).

### La querella de investiduras
Estas pretensiones papales llevaban claramente a un enfrentamiento con el emperador alemán en la disputa conocida en la historiografía como «Querella de las Investiduras», que inicia cuando, en un concilio celebrado en 1075 en Roma, Gregorio VII renueva la prohibición de la investidura por laicos.
Esta prohibición no fue admitida por el nuevo rey alemán Enrique IV que siguió nombrando obispos en Milán, Spoleto y Fermo, territorios colindantes con los Estados Pontificios, por lo que el papa intentó intimidarle mediante la amenaza de excomunión y de la deposición.
Enrique IV reacciona, en enero de 1076, celebrando un concilio en Worms donde depone al papa. La indignación en Roma superó cualquier límite. El concilio que se estaba celebrando en esas mismas fechas en la ciudad santa dictó orden de excomunión para Enrique IV y todos los intervinientes en el concilio alemán, a lo que el papa añadió una resolución de dispensa a los súbditos del rey del juramento de fidelidad prestado, lo declaraba depuesto de su trono hasta que pidiese perdón, y prohibía a cualquiera reconocerlo como rey.

Oh bienaventurado Pedro, príncipe de los apóstoles, inclina, te rogamos, tus piadosos oídos a nosotros y escúchame a mí que soy tu siervo. (...) Por tu gracia, Dios me ha dado potestad de atar y desatar en el cielo y en la tierra. Basándome en esta confianza, por el honor y defensa de tu Iglesia, en nombre de Dios omnipresente, Padre, Hijo y Espíritu Santo, por medio de tu potestad y autoridad, quito al rey Enrique, hijo del emperador Enrique, que se sublevó con inaudita soberbia contra tu Iglesia, el poder sobre todo el reino de Germania y sobre Italia, y libero a todos los cristianos del vínculo de juramento que le hicieron o le hagan, y prohíbo que ninguno le sirva como a rey.
Acta Sancti Gregorii VII P. L. CXLVIII (1076)

La excomunión lanzada por Gregorio VII sobre Enrique IV significaba que sus súbditos quedaban libres de prestarle vasallaje y obediencia, por lo que el rey, temiendo un levantamiento de los príncipes alemanes, que habían acudido a Augsburgo para reunirse en una dieta con el papa, decide ir al encuentro de Gregorio VII y pedirle la absolución.
El encuentro entre papa y Enrique IV tuvo lugar en el Castillo de Canossa, concretamente en el castillo Stammburg de la gran condesa Matilde de Canossa. Enrique IV no se presentó como rey, sino como penitente sabiendo que con ello, el pontífice en su calidad de sacerdote no podría negarle el perdón. El 28 de enero de 1077, Gregorio VII absolvió a Enrique IV de la excomunión a cambio de que se celebrara una Dieta en la que se debatiría la problemática de las investiduras eclesiásticas.

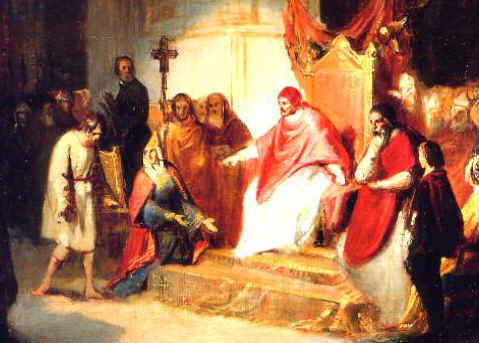
Encuentro en 1077 entre el emperador Enrique IV y el papa Gregorio VII en Canossa (obra de Carlo Emanuelle, c. 1630)

En el V concilio romano, presidido por Gregorio VII, en el año 1078, se renueva la condena a las investiduras llevadas a cabo por laicos:

Como sabemos que en contra de lo establecido por los santos padres en muchas partes se conceden investiduras de la Iglesia de manos de personas laicas y que de ello se ocasionan muchísimas perturbaciones en la Iglesia con lo que se pisotea la religión cristiana, ordenamos que ningún clérigo reciba investidura de obispado, o de abadía o de ningún otro cargo de la Iglesia de manos del emperador, del rey o de otra persona laica, ya sea hombre o mujer. Y si la hubiera tomado que recuerde que aquella investidura carece de toda autoridad apostólica, y que está bajo excomunión hasta que satisfaga dignamente su delito.
V Concilio romano (1078) P.L. CXLVIII.

Sin embargo Enrique IV dilata en el tiempo la celebración de la prometida Dieta por lo que Gregorio VII lanza contra el rey una segunda condena de excomunión, lo depone y procede a reconocer como nuevo rey a Rodolfo, duque de Suabia.

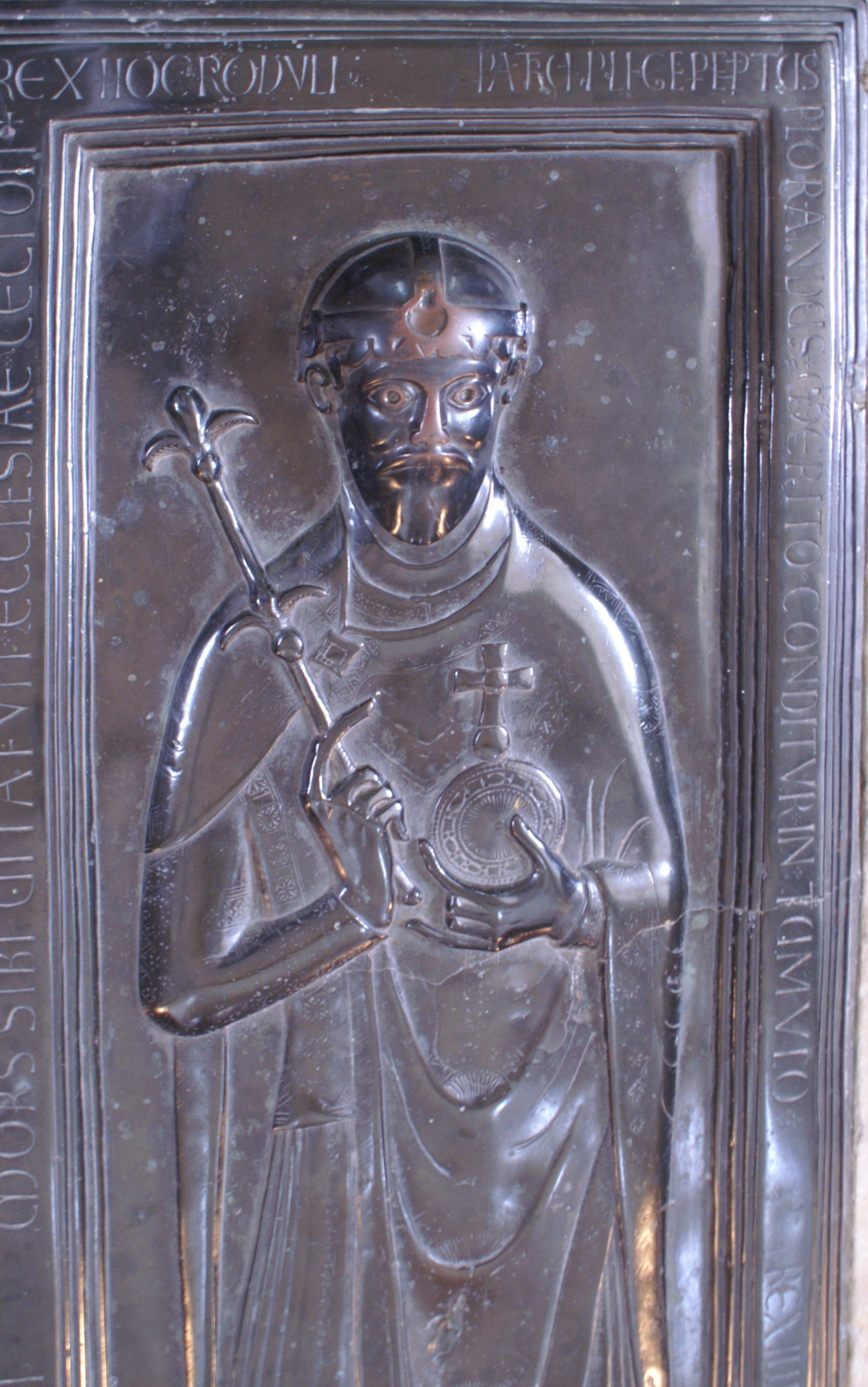
Relieve de Rodolfo de Rheinfelden en la catedral de Merseburg.

Esta segunda excomunión no obtuvo los efectos de la primera ya que los obispos alemanes y lombardos apoyaron a Enrique IV quien, en un  concilio celebrado en Brixen en 1080, proclama nuevo papa a Clemente III y marcha al frente de su ejército sobre Roma que le abre sus puertas en 1084. Se celebra entonces un concilio en el que se decreta la deposición y excomunión de Gregorio VII y se confirma al antipapa Clemente III, quien procedió a coronar como emperadores del Sacro Imperio Romano Germánico a Enrique IV y a su esposa Berta de Saboya.

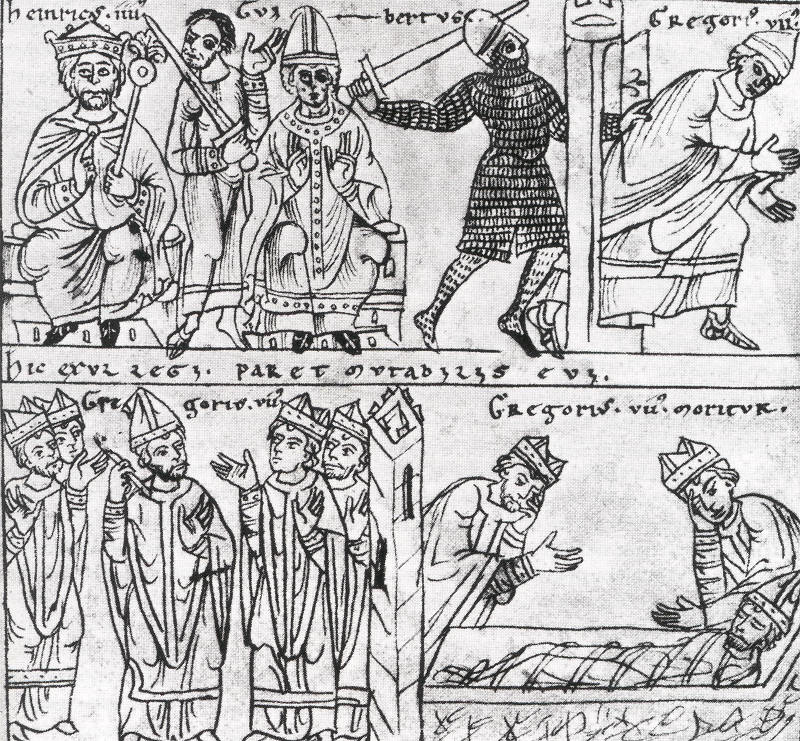
El antipapa Clemente III (arriba en el centro) y el emperador Enrique IV (arriba a la izquierda) expulsan a Gregorio VII. Abajo se representa la muerte de Gregorio VII. La imagen está tomada del Códice Jenesis Bose q.6 (1157).

Gregorio VII se refugió en el Castillo Sant'Angelo esperando la ayuda de sus aliados normandos capitaneados por Roberto Guiscardo. La llegada de los normandos obliga a Enrique IV a abandonar Roma, que es sometida a saqueo e incendiada por los ejércitos normandos, acción que desencadenó el levantamiento de los romanos contra Gregorio VII, que se vio obligado a retirarse a la ciudad de Salerno donde fallecería el 25 de mayo de 1085.
Fue canonizado en 1726 por el papa Benedicto XIII, celebrándose su festividad litúrgica el 25 de mayo.
La disputa sobre las investiduras finalizó mediante el Concordato de Worms, en 1122, que deslindó la investidura eclesiástica de la feudal.

### Canonizaciones importantes

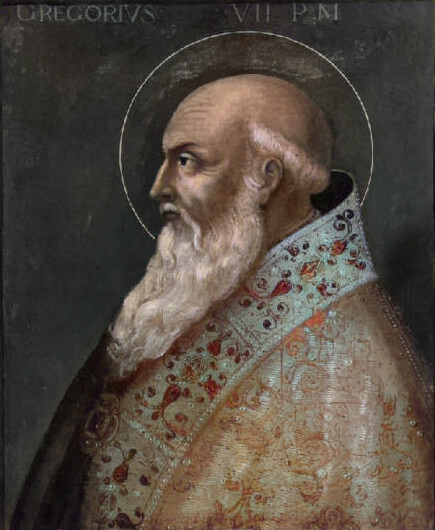
Retrato póstumo de Gregorio VII
(anónimo, c.)

Durante la querella de investiduras, Gregorio VII estableció alianzas con los Estados medievales europeos circundantes. Una de ellas fue con el rey san Ladislao I de Hungría, quien había desposado a la princesa Adelaida de Rheinfelden, hija de Rodolfo de Suabia, el antirrey escogido por Gregorio VII para oponerse a Enrique IV. Ladislao igualmente había luchado por el trono contra su primo Salomón, quien pretendió entregar como vasallo el reino húngaro al emperador Enrique IV. De esta manera, la relación entre Ladislao I y Gregorio VII resultó estrecha, inclinando a Hungría del lado del papado durante la querella de investiduras.
En 1083, el rey húngaro obtuvo del papa la canonización del rey Esteban I de Hungría, su hijo el príncipe San Emérico, así como de San Gerardo Sagredo, San Andrés y San Benedicto, tres obispos húngaros.

## Destrucción de la obra de Safo
La Iglesia persiguió activamente la obra de Safo por considerarla inmoral. Ya en el siglo IV, un arzobispo de Constantinopla llamado Gregorio Naciaceno hizo quemar públicamente todas las obras de Safo que pudo encontrar. Sin embargo, fue Gregorio VII quien en el siglo XI ordenó destruir todas las copias que se encontrasen de sus poemas por considerarlos inmorales.A causa de la influencia doctrinal y las decisiones tomadas durante el papado de Gregorio VII, la vasta obra poética de Safo de Lesbos ha sido, en gran medida, condenada al olvido.

## Cita
Entre los escritos del papa Gregorio VII, la carta que envió a Al-Nasir, príncipe hammadita de Béjaïa (Argelia), sigue siendo famosa por su benevolencia hacia el Islam. Sigue siendo un modelo de diálogo interconfesional:

(...) Ahora bien, nosotros y vosotros nos debemos esta caridad aún más de lo que la debemos a otros pueblos, puesto que reconocemos y confesamos, aunque de manera diferente, al Dios UNO a quien alabamos y veneramos cada día como Creador de los siglos y Dueño de los mundos. (...)."

## Sucesión
| Predecesor: ¿?                 | Abad titular de San Pablo Extramuros ¿? – 1073         | Sucesor: ¿?         |
| Predecesor: Federico de Lorena | Cardenal diácono de Santa María en Domnica 1059 – 1073 | Sucesor: Vacante    |
| Predecesor: Alejandro II       | Papa 22 de abril de 1073 – 25 de mayo de 1085          | Sucesor: Víctor III |